# Tezonapa
Tezonapa è una municipalità dello stato di Veracruz, nel Messico centrale, il cui capoluogo è la località omonima.
Conta 52.584 abitanti (2010) e ha una estensione di 524,56 km². 	 		
Il nome della località in lingua nahuatl significa fiume di pietre ruvide o graffianti.